# رينيه كورونا
رينيه كورونا (بالإنجليزية: Rene Corona)‏ هو لاعب كرة قدم أمريكي، ولد في 17 أغسطس 1984 في كورونا في الولايات المتحدة. لعب مع نادي شيفاز يو إس أي.

## وصلات خارجية
- رينيه كورونا على موقع الدوري الأمريكي (الإنجليزية)
- رينيه كورونا على موقع قاعدة بيانات كرة القدم.إي يو (الإنجليزية)